# Valle de Tabladillo
Valle de Tabladillo település Spanyolországban, Segovia tartományban. Valle de Tabladillo Carrascal del Río, Castrojimeno, Castroserracín, Urueñas és Sepúlveda községekkel határos. Lakosainak száma 74 fő (2024).

## Népesség
A település népessége az elmúlt években az alábbi módon változott:
| Lakosok száma | 162  | 151  | 141  | 126  | 112  | 103  | 96   | 86   | 76   | 74   |
|               | 2001 | 2004 | 2007 | 2009 | 2012 | 2014 | 2017 | 2019 | 2022 | 2024 |